# 애버레이런

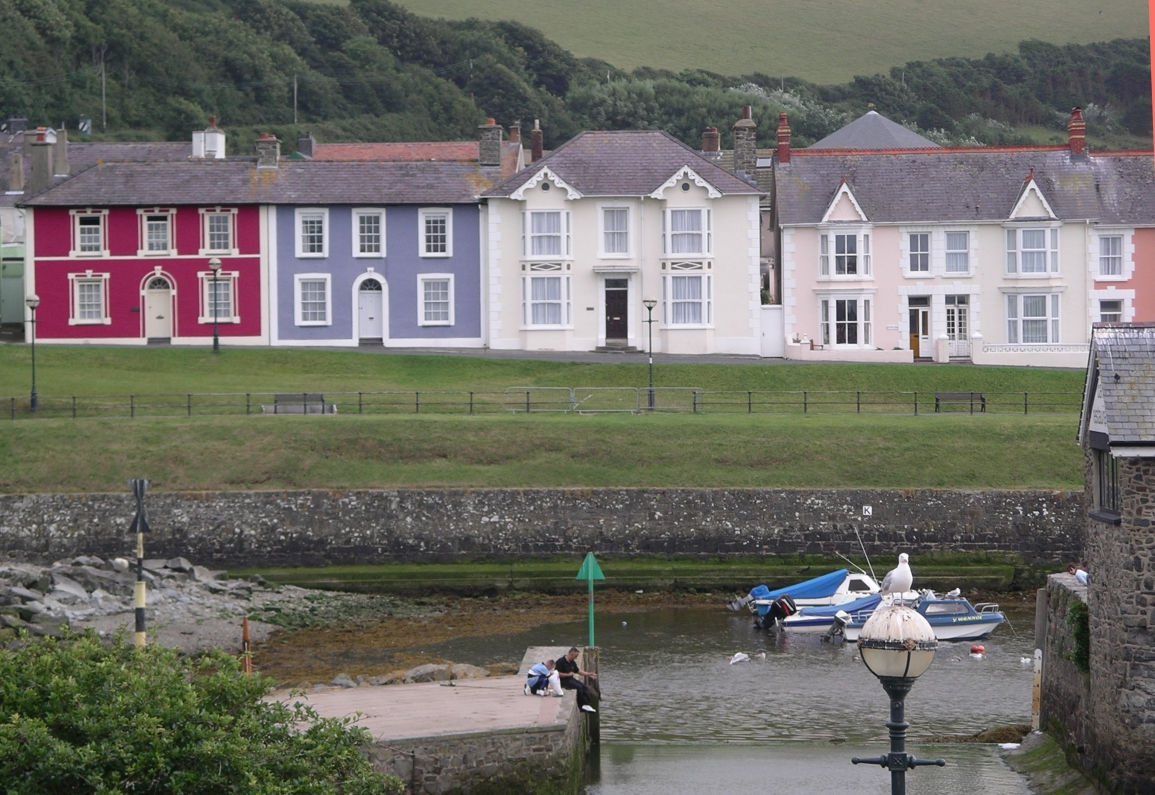
애버레이런

애버레이런(영어: Aberaeron)은 웨일스 케레디기온의 행정 중심지로 인구는 1,422명(2011년 기준)이다.